# Hont
De hont of hond is een oud-Nederlandse oppervlaktemaat. Eén hont is 100 roede en (meestal) 1/6  morgen. De Rijnlandse hont is 0,14 hectare, maar de maat kan per gebied verschillen. De maat was tot in de 19e eeuw in gebruik.
De hont werd ook wel honderd genoemd en als zodanig terug te vinden in de streeknaam Honderd bij Loppersum. Ook de Hondsbossche Zeewering, die is vernoemd naar het Hondsbos dat daar ooit gelegen heeft, dankt indirect haar naam aan deze oppervlaktemaat. Waarschijnlijk betrof het een bos ter grootte van een hont.

## Etymologie
Het woord hond komt uit het Germaans en stamt af van het woord hunda, dat zowel hond als honderd betekende. De oppervlaktemaat van 100 roede werd dus hont genoemd.